# ながたんと青と-いちかの料理帖-
『ながたんと青と-いちかの料理帖-』（ながたんとあおと いちかのりょうりちょう）は、磯谷友紀による日本の漫画。『Kiss』（講談社）にて、2017年12月号から連載中。戦後の京都・東山を舞台にした恋愛・料理漫画。2024年2月時点で累計部数が135万部を突破している。
年の差婚を題材にした恋愛作品でありながら、作中の端々に料理の作り方が挟まれており料理漫画としても成立しており、老舗料亭を舞台に繰り広げる物語は「まるで朝ドラ！」という評価もある。
2021年10月、『Kiss』が2022年に創刊30周年を迎えることを記念し、BE：FIRSTとコラボレートした企画が開催。本作はグループのメンバーのRYUHEIとコラボレートしている。同誌2022年1月号では「7作品のキャラクターをイメージした衣装」のピンナップが掲載され、周の衣装をRYUHEIが着用している。
WOWOWの「連続ドラマW-30」枠でテレビドラマ化され、2023年3月から放送された。

## あらすじ
時は戦後の1951年（昭和26年）。京都の東山にある老舗料亭の長女「桑乃木いち日」は34歳。戦争で前の旦那と死別後、実家を継がず近所のホテルの厨房で前菜係の料理人として働いていた。そんなある日、妹の「ふた葉」に大阪でホテルを経営する山口家の次男との縁談話が持ち上がる。
しかし当日の見合いに現れたのは次男ではなく三男の「周」で、しかもまだ19歳で学生。彼の青臭く生意気な態度に、いち日は不躾な態度を取ってしまう。お見合いは破談かと思われたその直後、ふた葉は書き置きを残し店の料理人と駆け落ちし家を出ていってしまう。
その後伯母の思いつきと周本人の思惑で、いち日が代わりに彼を婿として受け入れることになる。お互い好きな人はいるが、それでも構わないという条件で。かくして15歳差の、年の差夫婦の運命や如何に。

## 登場人物
桑乃木いち日（くわのき いちか）
本作の主人公。京都の老舗料亭「桑乃木」の長女、連載開始時34才。前の旦那は戦争で亡くなりそれをきっかけに家を出てホテルの料理人として働いていたが、妹の代わりに15才年下の山口周と再婚、その後実家の料理人として復帰することになる。料理の腕は確かだが女性が洋食のコックをすることに引け目を感じており、しばしば夫の周と意見が対立する。
タイトルにある「ながたん」は京言葉で「包丁」のことで、作中で前の旦那が出兵前に、いち日に包丁を送るエピソードがある。
山口周（やまぐち あまね）
いち日の夫。大阪でホテルを経営する山口家の三男で連載開始時は19才の大学生。「桑乃木」の見た目や中身の古さを批判し、改革して実家を見返してやろうという野心も持つ。その上、いち日以外に想い人がいる事を結婚前に公言しており最初は形だけの結婚生活であったが次第に、いち日との距離が縮まっていく。
タイトルの「青と」は京言葉で「青唐辛子」のことであり彼の青臭い考え方に対して、いち日などの登場人物がそう呼んでいる。
戸川（とがわ）
先代の父のころから「桑乃木」で働く料理長。外国人が嫌いで、積極的に外国の客を受け入れようとする周と対立する。
桑乃木ふた葉（くわのき ふたば）
いち日の妹。連載開始時29才。周とのお見合いをきっかけに、実家の料理人の慎太郎と駆け落ちして家を出ていってしまう。
丸川町子（まるかわ まちこ）
いち日の父方の伯母。「桑乃木」を守るため、ふた葉失踪の後、周といち日の結婚を強引に進めた張本人。

## 作風
テレビドラマの監督を務める松本壮史は、本作を「理不尽な時代の中で未来を切り開いていく2人の物語」であると話している。いち日役を演じた門脇麦によると、「とにかくご飯が温かく美味しそう」で「人間模様も繊細で温かく」描かれている作品である。
ライターのふくだりょうこは、本作の「結婚してから、惹かれ合う様子」が新鮮で、「好きになっていく過程が丁寧に描かれている」といい、読者が共感する要素となっているという。谷原章介によると、「老舗料亭を舞台に繰り広げられる世界観が、また趣があって、よりロマンティック」に描かれており、谷原が好きな漫画として本作を挙げている。

## 制作背景

### 制作
作者の磯谷は「久しぶりに恋愛ものを描こう」と考え、本作を構想。いつか描いてみたい題材であった「料亭」と、「戦後」や「メガネ」や「年の差」や「京都」など、磯谷の「好きなものしか入れない」作品として制作されている。磯谷は実際に京都の料亭「木乃婦」に取材を行い執筆をしているが、作中の「桑乃木」は「木乃婦」より古い建築物を参考にしている。磯谷によると本作の主軸は「歳の差恋愛」であるが、「広く人間の物語を描けたら良い」と考えて制作している。

### 料理について
作中に登場する料理は「料亭の料理」であるため、29rotieの料理人である江澤が料理を作り、撮影して描かれている。作中に登場する料理のレシピは読者に実際に作ってもらえるよう、「昭和中期と現代を少し混ぜるような形で作っていただいている」という。作中の家の場面で周が作る料理は、磯谷が作っている。

## 書誌情報
- 磯谷友紀 『ながたんと青と-いちかの料理帖-』講談社〈KC Kiss〉、既刊13巻（2025年1月10日現在）
  1. 2018年7月13日発売[18]、ISBN 978-4-06-512160-3
  2. 2018年12月13日発売[19]、ISBN 978-4-06-513901-1
  3. 2019年7月12日発売[20]、ISBN 978-4-06-516253-8
  4. 2020年2月13日発売[21]、ISBN 978-4-06-518622-0
  5. 2020年9月11日発売[22]、ISBN 978-4-06-520751-2
  6. 2021年3月12日発売[23]、ISBN 978-4-06-522783-1
  7. 2021年10月13日発売[24]、ISBN 978-4-06-525691-6
  8. 2022年4月13日発売[25]、ISBN 978-4-06-527433-0
  9. 2022年10月13日発売[26]、ISBN 978-4-06-529289-1
  10. 2023年5月12日発売[27]、ISBN 978-4-06-531442-5
  11. 2023年12月13日発売[28]、ISBN 978-4-06-533552-9
  12. 2024年6月13日発売[29]、ISBN 978-4-06-535889-4
  13. 2025年1月10日発売[30]、ISBN 978-4-06-538157-1

単行本第2巻の帯では、斉藤壮馬が推薦のコメントを寄せている。

## テレビドラマ
2023年3月24日から5月26日まで、WOWOWプライムの「連続ドラマW-30」枠で放送された。主演は門脇麦。
原作の舞台である京都を中心に撮影が行われ、東映京都撮影所に造られたセットでも行われている。

### キャスト

#### 主要人物
桑乃木いち日（くわのき いちか）〈34〉
演 - 門脇麦（幼少期：嬉美花）
主人公。老舗料亭「桑乃木」の長女。ホテルのレストランで料理人をしている。
山口周（やまぐち あまね）〈19〉
演 - 作間龍斗（HiHi Jets/ジャニーズJr.）
大学生。山口家の三男。ふた葉と見合いをするが、成り行きでいち日と結婚することになる。

#### 桑乃木家
桑乃木愛子（くわのき あいこ）
演 - 床嶋佳子
いち日の母。
桑乃木ふた葉（くわのき ふたば）
演 - 百田夏菜子（ももいろクローバーZ）（第1話）
いち日の妹。周と見合いをするが、翌日、板場の慎太郎と駆け落ちしてしまう。

#### 山口家
山口茂（やまぐち しげる）
演 - 飯田基祐
周と縁の父。大阪でホテルを経営する資産家。
山口縁（やまぐち ゆかり）
演 - 白石隼也
山口家の長男。周の兄。
山口鈴音（やまぐち すずね）
演 - 久間田琳加
縁の妻。

#### いち日の関係者
丸川町子（まるかわ まちこ）
演 - 戸田恵子
いち日の伯母。愛子の義姉。
田嶋明丞（たじま あきつぐ）
演 - 中村蒼
いち日が働くホテルのレストランのヘッドシェフ。女性のいち日を料理人として雇ってくれた、いち日にとっての恩人。
川上（かわかみ）
演 - 武田航平
いち日が働くホテルのレストランのシェフ。

#### 周の関係者
有川
演 - 篠田諒
大学の友人。
谷口（たにぐち）
演 - 吉川太郎（AmBitious／関西ジャニーズJr.）
大学の友人。
赤松（あかまつ）
演 - 小柴陸（AmBitious／関西ジャニーズJr.）
大学の友人。英語は苦手。

#### 「桑乃木」
戸川幸宏（とがわ ゆきひろ）
演 - 板尾創路
いち日の父が亡くなったあとに料理長となる。
辻村慎太郎（つじむら しんたろう）
演 - まもる。（もも）
戸川の下で働く料理人。ふた葉のことが好き。
藤原親氏（ふじわら ちかうじ）
演 - 小野武彦
常連客。お茶の先生。戸川を贔屓にしている。

#### その他
藤田楓（ふじた かえで）
演 - 菊池亜希子
京山新聞の記者。
市賀（いちか）
演 - 加藤小夏
京都の人気芸妓。

#### ゲスト
第1話
- いち日の父 - 野田晋市（第4話）
- 桑乃木高行（いち日の最初の夫・戦死） - 小堀正博

第2話
- 古河教授 - 谷口高史（第9話）

第3話
- 村山 - 金山一彦
- モーガン女史（GHQの物資調達部部長） - ナタリー・エモンズ

第4話
- 杉乃（いち日の料理学校の友人） - 篠原真衣（第6話 - 第9話）
- 恭子（いち日の料理学校の友人） - いちえ（第6話 - 第9話）
- 康助（以前桑乃木で働いていた料理人） - 鈴木康平（第6話 - 最終話）

第6話
- 橘（桑乃木の常連客） - 曾我廼家八十吉
- 橘の妻 - 藤吉みか
- 藤原の妻 - 久野麻子

第7話
- 浅野（お披露目会に招かれた社長） - 西園寺章雄
- 千恵子（いち日の友人） - 田中沙依
- 千恵子の夫 - 村角ダイチ

第8話
- 宮子（有川の婚約者） - 宮﨑優

### スタッフ
- 原作 - 磯谷友紀『ながたんと青と―いちかの料理帖―』（講談社「Kiss」連載）
- 脚本 - 川﨑いづみ、弓削勇
- 主題歌 - Summer Eye「白鯨」[32]
- 監修 - 大原千鶴（料理）[7]
- 監督 - 松本壮史
- 音楽 - 田辺玄、Rachel Abstract
- プロデューサー - 小髙史織（WOWOW）、森田大児、髙木敬太（東映）
- 製作著作 - WOWOW、東映

### 放送日程
| 各話   | 放送日  | サブタイトル                 | 脚本 |
| ------ | ------- | ---------------------------- | ---- |
| 第一話 | 3月24日 | 嵐の前の鯛茶漬け             |      |
| 第二話 | 3月31日 | 逆襲の鱧ハンバーグ           |      |
| 第三話 | 4月07日 | 思い出のアイスクリーム       |      |
| 第四話 | 4月14日 | ピンチはチャンスの手巻き寿司 |      |
| 第五話 | 4月21日 | 別れの鶏フリカッセ親子丼     |      |
| 第六話 | 4月28日 | 涙のお月見料理               |      |
| 第七話 | 5月05日 | 決意のパイ包みスープ         |      |
| 第八話 | 5月12日 | 佳き日の特製ケーキ           |      |
| 第九話 | 5月19日 | 前進のフルーツ大福           |      |
| 最終話 | 5月26日 | 新しい桑乃木の味             |      |